# René Queyroux
René Paul Martial Queyroux (Halluin, 1927. december 22. – 8th arrondissement of Lyon, 2002. augusztus 10.) világbajnok, olimpiai bronzérmes francia párbajtőrvívó.